# Филатов, Вячеслав Иванович
Вячеслав Иванович Филатов (17 марта 1918 года, с. Благовещенское, Муромский уезд — 25 мая 1973 года Муром) — командир огневого взвода 136-го гвардейского артиллерийского полка, гвардии лейтенант, Герой Советского Союза, главный конструктор Муромского тепловозостроительного завода имени Ф. Э. Дзержинского.

## Ранняя биография
Вячеслав Филатов родился в селе Благовещенское Муромского уезда Владимирской губернии (ныне Муромский район Владимирской области) в семье крестьянина. В 1933 году он окончил 7 классов школы, а в 1939 году индустриальный техникум в городе Павлово-на-Оке, после чего стал работать в Челябинской области технологом на одном из заводов.
В 1939 году Филатов был призван в Рабоче-крестьянскую Красную армию и отправлен для прохождения службы в артиллерийскую часть на Дальнем Востоке, где после окончания полковой школы был назначен командиром орудия. Во время боевой подготовки Вячеслав показал блестящие успехи, за что был направлен на учёбу в Хабаровское артиллерийское училище, которое окончил в 1941 году.

## На фронтах Великой Отечественной войны
В 1942 году Вячеслав Филатов в звании младшего лейтенанта был назначен командиром взвода управления в составе 852-го отдельного миномётного дивизиона 96-й стрелковой дивизии, став таким образом участником Великой Отечественной войны. Участвовал в оборонительных боях на Дону, где получил свою первую награду. 14 августа 1942 года, во время боёв за Дон, Филатову был дан приказ любой ценой проложить связь через реку для поддержки наступления 1384-го стрелкового полка. Рискуя жизнью, младший лейтенант переплыл Дон и протянул через лес 1 километр проводов, что позволило наладить связь между подразделениями. За этот героический поступок Филатов был награждён медалью «За отвагу». 1943 год он уже встретил при обороне Сталинграда. Последовательно прошёл Сталинградский, Донской, Степной, 1-й, 2-й и 3-й Украинские фронты.
В феврале 1943 года 96-ю стрелковую дивизию преобразуют в 68-ю гвардейскую стрелковую дивизию, а осенью того же года гвардии лейтенант Вячеслав Филатов становится командиром огневого взвода 136-го гвардейского артиллерийского полка. 26 сентября ему был дан очередной приказ:
Меня вызвал командир батареи и приказал готовить два орудия к ночной переправе. Мы должны были поддержать пехоту, которая захватила на вражеском берегу небольшой плацдарм. Весь день солдаты мастерили плоты. Наступила тёмная сентябрьская ночь. Мы спустили плоты на воду. Предварительно обмотали вёсла тряпками, чтобы не так шумели, и начали переправу. Мне казалось, что время остановилось. Боялись, что гитлеровцы нас обнаружат. Ведь мы были, как в ловушке. Пушку не развернёшь. Да и стрелять по невидимым целям — бесполезное дело.
Утром 27 сентября батарея под командованием Филатова закрепилась в районе села Балыко-Щучинка (Кагарлыкский район Киевской области). Батарея поддерживала своим огнём советскую пехоту и одновременно отражала контратаки пехотных и танковых войск противника. В общей сложности было отражено 4 контратаки, при этом расчёты уничтожили у противника 3 пулемёта, около 80 солдат и рассеяли скопление немецких автомашин, хотя в живых из всего расчёта осталось лишь 4 человека, включая командира. За этот героический бой, 13 ноября того же года Указом Президиума Верховного Совета СССР Вячеславу Николаевичу Филатову было присвоено звание Героя Советского Союза с вручением ордена Ленина и медали «Золотая Звезда» (№ 4549).
Впоследствии уже старший лейтенант Филатов принимает участие в освобождении таких городов, как Житомир, Винница, Проскуров, Тернополь и Львов. Во время одного из этих боёв Филатов был ранен, но после выздоровления вновь вернулся в часть. В самом начале 1945 года он уже принимает участие в освободительных боях за Венгрию, а вскоре дошёл и до Берлина.

## Конструктор Муромского завода
В 1946 году старший лейтенант Филатов увольняется в запас и возвращается в Муром, где начинает работать мастером на паровозостроительном заводе имени Дзержинского. Вскоре он дослуживается до заместителя главного конструктора и при его непосредственном участии в 1956 году на заводе был разработан первый советский тепловоз с гидропередачей — ТГМ1. Также Филатов принимал участие в создании электровозов ЭК10, ЭК12, ЭК13 и тепловозов ТГМ20 и ТГМ23, причём последний выпускается вплоть по настоящее время. К началу 1970-х Вячеслав Филатов становится уже главным конструктором Муромского завода.
Умер из-за болезни сердца 25 мая 1973 года. Похоронен на Вербовском кладбище в Муроме.

## Семья
- Жена — Нина Николаевна Филатова (были женаты 26 лет);
- дети: дочь и сын.

## Память
В честь Филатова в Муроме названа улица на которой расположен Муромский тепловозостроительный завод, а с 2009 года его имя носит и средняя школа № 20.